# Nèg' Marrons
Pour les articles homonymes, voir Negmarron.
Nèg' Marrons, parfois stylisé Neg' Marrons ou Neg'Marrons, est un groupe de reggae et hip-hop français, originaire de Garges-lès-Gonesse, dans le Val-d'Oise. 
Les membres sont originaires de Martinique (Djamatik), du Cap-Vert (Jacky Brown) et de la République du Congo (Ben-J). Les Nèg' Marrons sont les représentants dancehall du Secteur Ä, ancien collectif musical de Garges-Sarcelles, et Villiers-le-Bel, dont sont issus les rappeurs Doc Gynéco, Passi, Stomy Bugsy, Lino, Calbo, et MC Janik.
Formé en 1995, le groupe participe à la bande originale du film Raï de Thomas Gilou. Deux ans plus tard, il publie son premier album intitulé Rue Case Nègres, en 1997. Les Nèg' Marrons reviennent en 2000 avec l'album Le Bilan, produit par Tyrone Downie. En 2003, un troisième album voit le jour, intitulé Héritage. Sept ans après leur dernière apparition, les Nèg' Marrons reviennent avec leur cinquième album intitulé Valeurs sûres en avril 2016.
Pour Surlmag, « Les Neg Marrons ont traversé les âges avec des hits qui ont fait danser la France, et bien au-delà du seul public rap. Personne ne peut nier que Jacky et Ben-J ont écrit une partie de l’histoire du hip-hop français, autant musicalement avec leur inimitable mélange de rap et de reggae qu'en tant qu'activistes d'une culture qu'ils ont toujours défendu. » Pour RFI Musique, « le collectif de Sarcelles [est] devenu un empire du rap français. »

## Histoire

### Formation et débuts (1995–1999)
Les Nèg' Marrons se forment en 1995, et se composent à l'origine de Ben-J, de Djamatik et de Jacky Brown,. Nèg' Marrons est dérivé de l'appellation nègre marron utilisé pour désigner les esclaves en fuite à l'époque coloniale. Concernant sa rencontre avec Ben-J, Jacky explique : « Je venais d’arriver à Garges, à 10 ans, avenue de la Commune de Paris, qu’on allait rebaptiser la rue Case-Nègres. En me baladant un jour, la première personne sur qui je suis tombée, c’était Ben-J. » Ben-J, lui, explique : « Je vois Jacky, mais j'avais la sensation de l'avoir déjà vu un ou deux jours avant. Quand tu vois une nouvelle tête, tu sais que c’est pas quelqu’un du quartier. Je vais le voir, on fait connaissance et il me dit d’emblée qu’il était le cousin de quelqu’un avec qui on était à l’école, JP [...]. On commence à faire connaissance, et 30 ans plus tard, on est encore inséparables. »
Avec Djamatik, les trois amis grandissent dans le même quartier, et font initialement de la musique avec un groupe qui s’appelait Ragga Dub Force. En 1995, le groupe compose la chanson La monnaie, présente sur la bande originale du film Raï de Thomas Gilou. Plus tard, Jacky prend contrôle de l’émission Couvre Feu, diffusée sur Skyrock. Neg Marrons, par l'intermédiaire de Ben-J, qui est originaire de Brazzaville, prend par la suite part à un projet plus large, le collectif Bisso Na Bisso, qui compte également dans ses rangs les frères d’Ärsenik et Mystik.
Avec Djamatik, le groupe publie son premier album intitulé Rue Case Nègres, en 1997,. Le titre de l'album s'inspire du film homonyme réalisé par Euzhan Palcy et culte au sein de la communauté antillaise. L'album est enregistré à Londres, au Royaume-Uni, avec une section rythmique jamaïcaine. Jacky et Ben-J développent, avec Pit Baccardi, Patou et Stéphane, le label Première Classe avec une compilation du même nom.

### Le BilanetLes Liens Sacrés(2000–2007)
Les Nèg' Marrons reviennent en 2000 avec l'album Le Bilan, produit par Tyrone Downie. Seuls Jacky et Ben-J interviennent sur l'album, le duo restant poursuivant l'œuvre du groupe à lui tout seul. Le Bilan atteint la 16e place des classements français, et est certifié disque d'or en cinq semaines. En 2002, le groupe participe à la première édition d'Urban Peace, le plus grand concert rap/RnB français qui regroupe les plus grands artistes de ces styles au Stade de France. En 2003, un troisième album voit le jour, intitulé Héritage. Il contient des titres à succès comme Tout le monde debout, Donne-toi les moyens et aussi dis moi si jte saoule, et des collaborations avec des piliers du reggae-dancehall en Jamaïque comme Mr Vegas. Le groupe forme également le collectif Noyau dur en complicité avec Pit Baccardi et Ärsenik qui se sont réunis en 2005 pour sortir un album nommé Noyau dur.
Après une longue absence de l'actualité musicale, le groupe apparait dans la bande originale du film Scorpion sorti le 19 février 2007 avec le morceau Mental en béton. Cinq ans après leur dernier album Héritage, les Neg'Marrons marquent leur retour avec l'arrivée d'un nouvel opus Les Liens sacrés sorti en juillet 2008. Les morceaux Petites îles (qui reprend le même sample de Cesaria Evora que le groupe Hocus Pocus), Il y a des jours (dont l'envie de Jacky de tout lâcher est raconté), L'union feat Admiral T (morceau dancehall) et C'est pas normal (morceau sur les inégalités, accompagné d'un clip vidéo) sont les premiers extraits de cet album.

### Valeurs sûres(depuis 2016)
Sept ans après leur dernière apparition, les Nèg' Marrons reviennent avec leur cinquième album intitulé Valeur sûre le 8 avril 2016.

## Discographie

### Albums studio
- 1997 : Rue Case Nègres
- 2000 : Le Bilan
- 2003 : Héritage
- 2008 : Les Liens sacrés
- 2016 : Valeur sûre

### Production collectives
- 1997 : Ruff'Neg'Marrons avec Ruff Neg

### Apparitions
- 1998 : Album Quelques balles de plus pour... le calibre qu'il te faut de Stomy Bugsy
- 1998 : Single DJ Ragga de Mathieu Ruben
- 1998 : Album Quelques gouttes suffisent... de Ärsenik
- 1998 : Album Xalima de Daara J
- 1998 : Compilation Première classe vol. 1
- 1999 : Album Pit Baccardi
- 1999 : Album C'est ma cause de Faf Larage
- 1999 : B.O Trafic d'influences
- 1999 : Compilation Indigo
- 2000 : Compilation Première Classe vol.2
- 2000 : Compilation HipHop 2000
- 2000 : Compilation Indigo
- 2000 : EP Ghetto Ambianceur de Pit Baccardi
- 2002 : Compilation Chich 14 de DJ Lord Issa
- 2002 : Compilation Natural Ragga Party de DJ Lord Issa
- 2000 : Compilation Pur tropical de DJ Jeff
- 2002 : Album Ca devait arriver de F.Dy Phenomen
- 2002 : Pit Baccardi Mixtape
- 2002 : Compilation Urban Peace
- 2002 : Album The Ecleftic: 2 Sides II a Book de Wyclef Jean
- 2003 : Compilation Génération rap R&B
- 2004 : Album Les Chemins de la dignité de Ol Kainry
- 2005 : Compilation Atomic Riddim
- 2005 : Compilation Unisida
- 2005 : Compilation Dis l’heure 2 ragga dancehall
- 2005 : Album Dingostyle de Faya.D
- 2006 : Compilation Africa Plays On
- 2006 : B.O Foot 2 rue
- 2007 : Best of Ärsenik
- 2007 : B.O Le Scorpion
- 2007 : Compilation Écoute la Rue Marianne
- 2007 : Collector de Pit Baccardi
- 2007 : Street CD Révolution de Passi
- 2007 : Compilation Get On The Floor de Néochrome
- 2007 : Compilation 19 Grammes
- 2007 : Album Rimes Passionnelles de Stomy Bugsy
- 2008 : Compilation Dancehall Killa de DJ Cutson
- 2008 : Album Que La Lumière Soit de Soum Bill
- 2010 : Alibi Montana feat. Anthony Kavanagh, Zazie, Youssoupha, Grégory, Michel Drucker, Daan Junior, Thierry Cham, Jacky, Pit Baccardi, Ben-J, Ophélie Winter, Lilian Thuram, Erik, Sonia Rolland, Roselmack, Cesária Évora, Lynnsha, Noémie Lenoir, Charles Aznavour... Nèg´Marrons un geste pour Haïti, chérie.
- 2010 : Compilation TropilkAl Jukebox avec le titre "Mon idéal" avec Lynnsha
- 2010 : Album Rêves Menottés de DÖS
- 2011 : Album Voyager de La Harissa
- 2013 : Album Premier crime de Tonton brac (A.L.G)
- 2014 : Remix Rouge Jaune Vert de Yaniss_Odua
- 2016 : Chargé sur le double album Pirates de LIM
- 2016 : La vie feat. Dr Beriz sur la BO du film "La pièce" du Wati B
- 2023 : Black M feat. Nèg Marrons - Alpha (sur l'album La Légende Black)